# .ad
A .ad Andorra internetes legfelső szintű tartomány kódja, melyet 1996-ban hoztak létre. Lehetséges közvetlenül második szintű domain neveket regisztrálni vagy a .nom.ad aldomain alá harmadik szintre személyes weblapok esetén.